# Ol' Dirty Bastard
Ol' Dirty Bastard, pseudonimo di Russell Tyrone Jones (New York, 15 novembre 1968 – New York, 13 novembre 2004), è stato un rapper statunitense.
Fu membro e uno dei fondatori dei Wu-Tang Clan, gruppo con il quale esordì nel 1993 con l'album Enter the Wu-Tang (36 Chambers).
Nel 1995 cominciò la sua carriera da solista con un disco intitolato Return to the 36 Chambers: The Dirty Version. Jones morì sabato 13 novembre 2004 a causa di un'overdose di speedball (una combinazione di cocaina e eroina).

## Biografia

### Gli inizi
Russell Tyrone Jones nasce a Brooklyn nel 1968, nella zona di Fort Greene. Da adolescente incomincia a frequentare i cugini Robert Diggs e Gary Grice (i quali diventeranno famosi come RZA e GZA); i tre condividevano una comune attrazione per la musica rap e per i film di kung-fu. Jones, Diggs e Grice formano la crew Force of the Imperial Master, che in seguito sarebbe divenuta All in Together Now Crew dopo la pubblicazione di un singolo underground di successo con questo nome. In seguito, con l'aggiunta di sei nuovi membri, i tre cugini fondano i Wu-Tang-Clan che esordisce nel 1993 con l'album Enter the Wu-Tang (36 Chambers), l'album riscuote un immediato successo.

### Problemi legali
Nel 1993 Ol' Dirty Bastard venne condannato per aggressione di secondo grado durante una rapina. Nel 1994 subì un colpo di pistola all'addome in seguito a una lite con un altro rapper.
Nel 1997 fu arrestato per non aver pagato gli alimenti per tre dei suoi figli. Nel 1998 si dichiarò colpevole di tentata aggressione alla moglie e fu vittima di una rapina in casa della sua ragazza: gli spararono alla schiena e al braccio, ma le ferite furono superficiali.
Nel luglio 1998 fu arrestato per aver rubato un paio di scarpe da 50 dollari in un negozio dello Sneaker Stadium a Virginia Beach, anche se all'epoca aveva con sé quasi 500 dollari in contanti. Fu arrestato nuovamente per minacce dopo una serie di scontri a Los Angeles qualche settimana dopo. Durante un controllo in autostrada, i cui dettagli rimangono ancora non chiari, venne arrestato per tentato omicidio e possesso di armi. Il caso venne successivamente archiviato.
Il 14 gennaio 1999, poco prima dell'omicidio di Amadou Diallo, due agenti dell'Unità Crimini di Strada spararono otto colpi contro Ol' Dirty Bastard e lo accusarono di aver sparato a loro dopo che lo avevano fermato a Bedford-Stuyvesant. il rapper fu poi scagionato dalle accuse. Non furono trovate armi o bossoli di proiettile (oltre a quelli degli agenti) nel veicolo o vicino alla scena del crimine.
Nel febbraio 1999 venne arrestato per guida senza patente e per aver indossato un giubbotto antiproiettile. All'epoca era illegale per i pregiudicati possedere un giubbotto antiproiettile. Tornato a New York settimane dopo, venne arrestato per possesso di droga.
Nell'ottobre 2000 fuggì da un centro di riabilitazione per tossicodipendenti e trascorse un mese come latitante. Durante il suo periodo di fuga incontrò suo cugino RZA e trascorse del tempo nel loro studio di registrazione.
Apparve sul palco dell'Hammerstein Ballroom di New York bevendo da una bottiglia alla festa per l'uscita del disco The W, il terzo album dei Wu-Tang Clan. Alla fine del novembre 2000, mentre era ancora latitante, venne arrestato fuori da un McDonald's dopo aver attirato una folla mentre firmava autografi. Trascorse diversi giorni in un carcere di Filadelfia e venne successivamente estradato a New York. Un tribunale di Manhattan lo condannò a una pena compresa tra i due e i quattro anni di carcere.
Venne rilasciato in libertà condizionale il 1º maggio 2003.
Nel 2012, il suo fascicolo dell'FBI è stato reso pubblico dopo una richiesta della legge sulla libertà d'informazione (FOIA). Contiene dettagli di numerosi crimini, come presunti collegamenti a tre omicidi, una sparatoria con il Dipartimento di Polizia di New York e un'indagine del Racketeer Influenced and Corrupt Organizations Act (associazione a delinquere finalizzata al racket) contro il Wu-Tang Clan.

### Morte
Ol' Dirty Bastard morì il 13 novembre 2004 alle 16.35 EST circa, due giorni prima del suo 36º compleanno. Le cause della morte furono accertate come complicazioni cardiache dovute ad overdose di cocaina e di tramadolo, un antidolorifico oppioide. L’autopsia confermò in seguito che l’overdose fu accidentale.

## Soprannomi
- Ason Unique
- The Bebop Specialist
- Big Baby Jesus
- BZA
- Cyrus
- Dirt Dog
- Ol'Dirt McGirt
- Dirty
- Barney Kool Breeze
- The Father
- Freeloading Rusty
- Joe Bananas
- Michael (Can't get off) Phipps
- ODB
- Ol' Dirt Schultz
- Ol' Dirty Chinese Restaurant
- Ol' Dirty Block (Gravel Pit Music Video)
- Osirus
- Prince Delight
- The Professor
- Rain Man
- The Ol' Dirty Bza

## Discografia

### Album in studio
- 1995 – Return to the 36 Chambers: The Dirty Version
- 1999 – Nigga Please
- 2005 – A Son Unique

### Mixtape
- 2005 – Osirus

### Raccolta
- 2001 – The Dirty Story: The Best of Ol' Dirty Bastard
- 2002 – The Trials and Tribulations of Russell Jones
- 2005 – The Definitive Ol' Dirty Bastard Story
- 2007 – In Memory of... Vol. 3

## Comparse
| Anno | Titolo                           | Altri artisti                                                             | Album                                       |
| ---- | -------------------------------- | ------------------------------------------------------------------------- | ------------------------------------------- |
| 1993 | "Shame On A Nigga"               | Method Man, Raekwon                                                       | Enter the Wu-Tang (36 Chambers)             |
| 1993 | "Wu-Tang: 7th Chamber"           | Raekwon, Method Man, Inspectah Deck, Ghostface Killah, RZA, GZA           | Enter the Wu-Tang (36 Chambers)             |
| 1993 | "Da Mystery Of Chessboxin"       | U-God, Inspectah Deck, Raekwon, Method Man, Ghostface Killah, Masta Killa | Enter the Wu-Tang (36 Chambers)             |
| 1993 | "Protect Ya Neck"                | Inspectah Deck, Raekwon, Method Man, U-God, Ghostface Killah, RZA, GZA    | Enter the Wu-Tang (36 Chambers)             |
| 1993 | "Wu-Tang: 7th Chamber—Part II"   | Raekwon, Method Man, Inspectah Deck, Ghostface Killah, RZA, GZA           | Enter the Wu-Tang (36 Chambers)             |
| 1993 | "Show & Prove"                   | Big Daddy Kane, Scoob Lover, Sauce Money, Shyheim, Jay-Z                  | "Show & Prove"                              |
| 1995 | "Give It To Ya Raw"              |                                                                           | "Brooklyn Zoo"                              |
| 1995 | "Don't You Know Part 2"          |                                                                           | "Rawhide"                                   |
| 1995 | "Fantasy (Remix)"                | Mariah Carey                                                              | "Fantasy"                                   |
| 1995 | "Duel of the Iron Mic"           | GZA, Masta Killa, Inspectah Deck                                          | Liquid Swords                               |
| 1995 | "Nuttin But Flavor"              | Funkmaster Flex and The Ghetto Celebs, Charlie Brown, Biz Markie          | "Nuttin But Flavor"                         |
| 1996 | "Ol' Dirty's Back"               | 12 O'Clock                                                                | O.D.B.E.P.                                  |
| 1996 | "Woo-Hah!! Got You All in Check" | Busta Rhymes                                                              | "Woo Hah!! Got You All in Check"            |
| 1996 | "Dirty The Moocher"              | Ol' Dirty Bastard                                                         | "N/A"                                       |
| 1996 | "Lint Balls"                     | Sunz of Man                                                               |                                             |
| 1997 | "Reunited"                       | GZA, RZA, Method Man                                                      | Wu-Tang Forever                             |
| 1997 | "As High As Wu-Tang Get"         | GZA, Method Man                                                           | Wu-Tang Forever                             |
| 1997 | "Maria"                          | Cappadonna, RZA                                                           | Wu-Tang Forever                             |
| 1997 | "Triumph"                        | Wu-Tang Clan                                                              | Wu-Tang Forever                             |
| 1997 | "Dog Shit"                       |                                                                           | Wu-Tang Forever                             |
| 1997 | "Heaterz"                        | Raekwon, Inspectah Deck, U-God, Cappadonna                                | Wu-Tang Forever                             |
| 1997 | "Hip-Hop Drunkies"               | Tha Alkaholiks                                                            | "Likwidation"                               |
| 1998 | "Ghetto Supastar"                | Pras, Mýa                                                                 | Ghetto Supastar                             |
| 1998 | "Shining Star"                   | Sunz Of Man                                                               | The Last Shall Be First                     |
| 1998 | "Got's Like Come On Thru"        | Buddha Monk                                                               | "The Prophecy"                              |
| 1998 | "If You Don't You Know"          | Killah Priest                                                             | "Heavy Mental"                              |
| 1998 | "Drug Free"                      | Shorty Shit Stain                                                         | "Deadly Venoms: The Antidote"               |
| 1998 | "Nowhere to Run (Vapor Trail)"   | Ozzy Osbourne, DMX, The Crystal Method, Fuzzbubble                        | Chef Aid: The South Park Album              |
| 1999 | "Bitches"                        | Insane Clown Posse                                                        | "The Amazing Jeckel Brothers"               |
| 1999 | "Crash Your Crew"                | GZA                                                                       | "Beneath the Surface"                       |
| 2000 | "Violence"                       | Cam'ron                                                                   | "S.D.E."                                    |
| 2000 | "Conditioner"                    | Snoop Dogg, GZA, Inspectah Deck                                           | "The W"                                     |
| 2004 | "Old Man"                        | Masta Killa, RZA                                                          | "No Said Date"                              |
| 2004 | "Dirty"                          | Slum Village                                                              | Detroit Deli (A Taste of Detroit)           |
| 2005 | "Keep The Receipt"               | Kanye West                                                                | "Freshmen Adjustment"                       |
| 2006 | "Where's Your Money?"            | Busta Rhymes                                                              | "The Big Bang"                              |
| 2007 | "16th Chamber"                   | Method Man, Raekwon                                                       | "8 Diagrams" (Traccia bonus internazionale) |
| 2007 | "Toxic"                          | Mark Ronson, Tiggers                                                      | "Version"                                   |
| 2018 | "Intoxicated"                    | Raekwon, Method Man, Macy Gray                                            | "A Son Unique"                              |
| 2022 | “Forgiveless”                    | SZA                                                                       | “SOS”                                       |